# Horizontale Wasserscheide
Die horizontale oder hydraulische Wasserscheide kennzeichnet die Tiefe im Boden, bei der das hydraulische Potential {\displaystyle \psi _{h}=0} ist:
- oberhalb der horizontalen Wasserscheide ist das hydraulische Potential negativ ({\displaystyle \psi _{h}<0}), es herrscht eine aufwärts gerichtete Wasserbewegung
- unterhalb der horizontalen Wasserscheide ist das hydraulische Potential positiv ({\displaystyle \psi _{h}>0}), es herrscht eine abwärts gerichtete Wasserbewegung.

Das hydraulische Potential errechnet sich als Summe des Gravitations- und des Matrixpotentials. 
{\displaystyle \psi _{\mathrm {h} }=\psi _{\mathrm {m} }+\psi _{\mathrm {z} }}
Da das Matrixpotential per definitionem negativ ist:
{\displaystyle \psi _{\mathrm {m} }<0,}
entsteht bei einem Matrixpotential, dessen Betrag größer ist als das Gravitationspotential, ein negatives hydraulisches Potential:
{\displaystyle |\psi _{m}|>\psi _{\text{z}}\quad \Rightarrow \quad \psi _{\text{h}}<0}
Bei starker Verdunstung oder Wasseraufnahme durch Pflanzen trocknet der Boden von der Oberfläche her aus, das Matrixpotential sinkt (der Betrag steigt), das restliche im Boden vorhandene Wasser ist umso stärker gebunden. Dies führt zu einer aufwärts gerichteten Wasserbewegung im oberen Bodenbereich oberhalb der horizontalen Wasserscheide. Im Laufe des Sommers, bei einer Evapotranspiration, die die Niederschläge überschreitet, dehnt sich der austrocknende Bodenbereich weiter nach unten aus, d. h. die horizontale Wasserscheide verlagert sich nach unten. Im Herbst und Winter dagegen, bei geringer bis fehlender Evapotranspiration, füllt sich der Bodenwasservorrat auf, das Matrixpotential steigt (bis auf 0) an, die horizontale Wasserscheide verlagert sich im Boden nach oben, bis sie ganz verschwindet.
Im Bodenwasser gelöste Stoffe wie Nitrat, die abwärts verlagert werden, stehen den Pflanzen zur Aufnahme zur Verfügung, solange das Bodenwasser sich oberhalb der horizontalen Wasserscheide befindet. Gelöste Inhaltsstoffe, die sich jedoch im Sickerwasser unterhalb der horizontalen Wasserscheide befinden (bzw. unterhalb einer Tiefe, die die horizontale Wasserscheide im Laufe der Vegetationsperiode noch erreichen kann), müssen als ausgewaschen angesehen werden, auch wenn je nach Mächtigkeit und Durchlässigkeit der ungesättigten Zone der Transport bis zum Eintrag ins Grundwasser noch Monate oder Jahre dauern kann.